# Coprosma serrulata
Coprosma serrulata är en måreväxtart som beskrevs av Joseph Dalton Hooker och John Buchanan. Coprosma serrulata ingår i släktet Coprosma och familjen måreväxter. Inga underarter finns listade i Catalogue of Life.